# Louis Leakey
Louis Seymour Bazett Leakey (Kabete, 7 agosto 1903 – Londra, 1º ottobre 1972) è stato un paleontologo britannico il cui lavoro diede un importante contributo nella comprensione dello sviluppo dell'evoluzione umana in Africa.

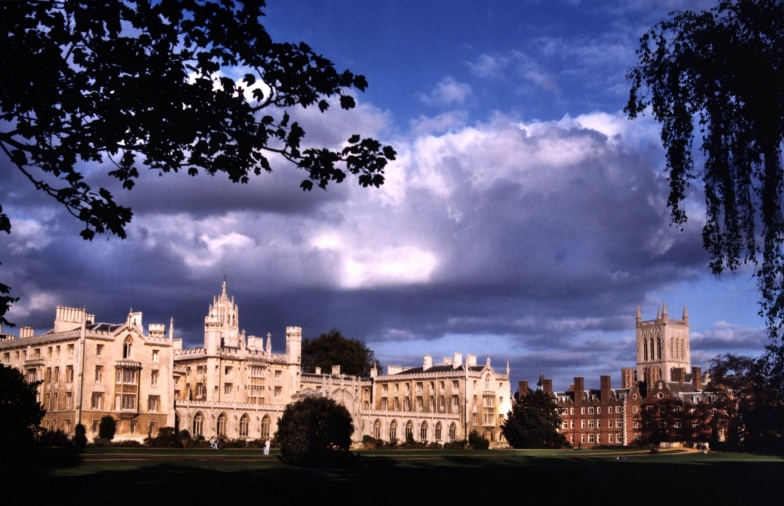
St. John's College, Cambridge.

Ha anche giocato un ruolo di primo piano nella creazione di organizzazioni per ricerca e per la protezione della vita selvatica nel continente africano. Nel corso dei suoi scavi e dei suoi studi, ha sempre sostenuto la teoria evoluzionista di Darwin, cercando in particolare le prove che il genere Homo sia nato in Africa.
Inoltre fu il mentore dell'etologa Jane Goodall, la più grande esperta di scimpanzé e della primatologa Birutė Galdikas maggiore esperta degli orango.

## Biografia
Nato in Kenya da Harry e da Mary Bazett (due missionari inglesi della Chiesa anglicana), studiò presso l'università di Cambridge, completò i suoi studi in archeologia ed antropologia nel 1926, con una tesi sulla determinazione di nuove tecniche e metodiche per analisi morfometriche e l'individuazione di nuovi parametri biometrici, per lo studio e la datazione di scheletri (completi o parziali) fossili repertati, con applicazioni in campo antropologico e archeologico. Scoprì molti scheletri, o parti di essi, umani e proto-umani presso la gola di Olduvai e l'isola di Rusinga, contribuendo in maniera importante alla tuttora incompiuta ricostruzione dell'albero ancestrale dell'uomo.
Anche sua moglie, Mary Leakey (all'anagrafe Mary Douglas Nicol), fece importanti scoperte in questo campo.
Il figlio, Richard Leakey, è noto per la scoperta del Ragazzo di Turkana, lo scheletro completo di un ominide di 11 o 12 anni di età morto 1,6 milioni di anni fa.
Morì a causa di un attacco di cuore nel 1972 all'età di 69 anni e verrà sepolto nel cimitero parrocchiale di tutti i santi a Nairobi. 
Il cugino, Rea Leakey, fu un comandante di carri armati inglese durante la Seconda guerra mondiale.